# Alan Pardew
Alan Scott Pardew (Wimbledon, 1961. július 18. –) angol labdarúgó-középpályás, edző. 2012-ben a Premier Leauge és az FWA is az év menedzserének választotta.
Pardew legnagyobb sikerei karrierjében az Angol labdarúgókupa háromszori megnyerése (játékosként 1990-ben, a Crystal Palace FC csapatával, edzőként a West Ham Uniteddal 2006-ban, és a Crystal Palace FC-vel 2016-ban), és a három feljutás az első osztályba, játékosként a Palace-szal, edzőként a Readinggel és a West Hammel.
A Newcastle United FC edzőjeként a Premier League 2011-12-es szezonjában megválasztották az év edzőjének.
A 2017-18-as Premier League-szezonban a Sky Sports News szakértőjeként dolgozott.